# Coppa Sabatini 1956
La Coppa Sabatini 1956, quinta edizione della corsa, si svolse il 3 ottobre 1956 su un percorso di 170 km. La vittoria fu appannaggio dell'italiano Idrio Bui, che completò il percorso in 4h20'00", precedendo i connazionali Guido Carlesi e Lino Grassi.

## Ordine d'arrivo (Top 10)
| Pos. | Corridore         | Squadra               | Tempo    |
| ---- | ----------------- | --------------------- | -------- |
| 1    | Idrio Bui         | S.S. Tempora Bettolle | 4h20'00" |
| 2    | Guido Carlesi     | Nivea-Fuchs           | s.t.     |
| 3    | Lino Grassi       | Legnano               | s.t.     |
| 4    | Federico Galeaz   | U.S. Aurora           | s.t.     |
| 5    | Giacomo Zampieri  |                       | s.t.     |
| 6    | Pietro Nascimbene | Carpano-Coppi         | a 2'30"  |
| 7    | Angelo Miserocchi |                       | s.t.     |
| 8    | Bruno Tognaccini  | Leo-Chlorodont        | s.t.     |
| 9    | Mario Gervasoni   | Fréjus                | s.t.     |
| 10   | Rolando Verdini   |                       | s.t.     |